# Класоцид
Класоцид або класицид (англ. Classicide) — концепція, яку запропонував Майкл Манн для опису навмисного систематичного повного або часткового винищення соціального класу шляхом утисків і насилля.
Хоча слово вперше вжив Фред Шварц 1972 року, як термін класоцид популяризував саме Манн. Класоцид подібний до геноциду, але є вужчим терміном, оскільки має на увазі навмисне масове вбивство лише окремих соціальних класів (селянства, інтелігенції тощо), а не цілих народів. Від політициду він відрізняється тим, що група осіб стає жертвою не через власну політичну позицію (приналежність до руху, партії тощо).

## Випрацювання поняття
Слово «класоцид» вперше використав Фред Шварц у своїй книзі 1972 року «Три обличчя революції». Пізніше Майкл Манн перетворив «класоцид» на чітко визначений термін. Соціологи, зокрема Манн та Мартін Шоу,використовують цей термін для опису унікальних форм геноциду, які стосуються знищення соціальних класів через масові вбивства або заслання.
На думку Жака Семелена, Манн таким чином встановлює свого роду паралель між «расовими ворогами» та «класовими ворогами», чим сприяє дискусіям про порівняння нацизму і комунізму. Цю теорію також розробляли деякі французькі історики, такі як Стефан Куртуа та Жан-Луї Марголін (автори «Чорної книги комунізму»). Вони розглядають класовий геноцид (класоцид) як еквівалент расового геноциду (власне геноциду).

## Приклади
Прикладом класоциду є Голодомор — штучний масовий голод, який стався в 1932—1933 роках на території України, Казахстану та Росії. Від голоду одночасно гинули казахи-скотарі в Азії та українські й південноросійські хлібороби в європейській частині Радянського Союзу. Перехід у робітничий клас давав селянам шанс вижити.
|                                                | Караганда тільки в 1931 році була оголошена містом, там жило 13 тисяч осіб, а через два роки – вже 147 тисяч. Рятуючись від голоду, люди йшли в Караганду, наймалися на шахту. Пізніше я дізнався, що навколо Караганди встановили кордони, щоб не пускати голодобіженців. Багато вмирало на підступах до міста. Хтось намагалися завербуватися на роботу. Наприклад, на Україну, на будівництво Запоріжсталі, Дніпрогесу, інших заводів. Доходили навіть до Далекого Сходу – казахів можна було зустріти на будівництві Комсомольська-на-Амурі. Оригінальний текст (рос.) Караганда только в 1931 году была объявлена городом, там жило 13 тысяч человек, а через два года – уже 147 тысяч. Спасаясь от голода, люди шли в Караганду, нанимались на шахту. Позже я узнал, что вокруг Караганды установили кордоны, чтобы не пускать голодобеженцев. Многие умирали на подступах к городу. Кто-то пытались завербоваться на работу. Например, на Украину, на строительство Запорожстали, Днепрогэса, других заводов. Доходили даже до Дальнего Востока – казахов можно было встретить на стройке Комсомольска-на-Амуре. |
| — Кандидат історичних наук Кайдар Алдажуманов, | |

Іншим прикладом класоциду є терор Червоних кхмерів проти інтелігенції власної країни.